# Brzękowice Górne
Brzękowice Górne ist eine Ortschaft im Schulzenamt Goląsza der Landgemeinde Psary im Powiat Będziński der Woiwodschaft Schlesien in Polen.

## Geschichte
Der Ort Brzynkowice wurde im Jahr 1357 als Brzmcowicze erstmals urkundlich erwähnt, als die vom Teschener Herzog Kasimir I. gewährten Privilegien in zehn regionalen Dörfern für Krakauer Bischöfe bestätigt wurden. Der patronymische (Suffix (-(ow)ice) Ortsname – ursprünglich Brzynkowice – ist vom Personennamen *Brzynek (urslawisch *brinь: Wacholder) abgeleitet, die Änderung von -yN- zu -eN- kam im späten 18. Jahrhundert u. a. durch Ausrichtung zum Appellativ brzęk (Klirren, Summen). Die Adjektive Górne (Ober) und Dolne (Nieder) wurden erst im 20. Jahrhundert hinzugefügt.
Der Ort liegt im Gebiet um Siewierz, das um 1177 aus dem Herzogtum Krakau bzw. Kleinpolen ausgegliedert wurde und an das schlesische Herzogtum Ratibor fiel, ab 1337 gehörte Siewierz zum Herzogtum Teschen unter Lehnsherrschaft des Königreichs Böhmen. Das Herzogtum Siewierz mit dem Dorf Gora wurde im Jahr 1443 vom Teschener Herzog Wenzel I. dem Krakauer Bischof Zbigniew Oleśnicki verkauft. Im späten 16. Jahrhundert unterstand der Ort der Pfarrei in Siemonia.
Erst 1790 wurde das Herzogtum Siewierz formal an das Königreich Polen-Litauen angegliedert und war der Woiwodschaft Krakau administrativ angegliedert. Nach der dritten Teilung Polens von 1795 gehörte das Dorf bis 1807 zu Neuschlesien. 1807 kam es ins Herzogtum Warschau und 1815 ins neu entstandene russisch beherrschte Kongresspolen.
Auf einer russischen Karte aus dem Jahr 1872 lag Brzękowice nordöstlich von Góra Siewierska an der Stelle des heutigen Brzękowice Górne, auf dem Weg zum späteren Goląsza Górna, (heute liegen beide Orte im Schulzenamt Goląsza). Brzękowice Dolne entwickelte sich im Süden, auf dem Weg nach Goląsza (heute Goląsza Dolna, das mit Brzękowice Dolne und Brzękowice-Wał im Schulzenamt Brzękowice liegt).
Nach dem Ende des Ersten Weltkriegs kam Brzękowice Górne zu Polen, Woiwodschaft Kielce. Beim Überfall auf Polen 1939 wurde das Gebiet von den Deutschen besetzt und dem Landkreis Bendsburg im neuen „Ostoberschlesien“ zugeordnet.
Von 1975 bis 1998 gehörte Brzękowice Górne zur Woiwodschaft Katowice.